# صموئيل كولومبوس
صموئيل كولومبوس (بالسويدية: Samuel Columbus)‏ (و. 1642 – 1679 م) هو كاتب، ولغوي، وشاعر سويدي، توفي عن عمر يناهز 37 عاماً.

## التعليم
تعلم في جامعة أوبسالا
.

## روابط خارجية
- صموئيل كولومبوس على موقع الموسوعة البريطانية (الإنجليزية)